# شوتا هایاشی
شوتا هایاشی (انگلیسی: Shota Hayashi؛ زادهٔ ۲۴ فوریهٔ ۱۹۹۵) بازیکن فوتبال اهل ژاپن است.